# Le Haut-Corlay
Le Haut-Corlay è un comune francese di 719 abitanti situato nel dipartimento delle Côtes-d'Armor nella regione della Bretagna.

## Società

### Evoluzione demografica
Abitanti censiti